# Liste de villes de Norvège

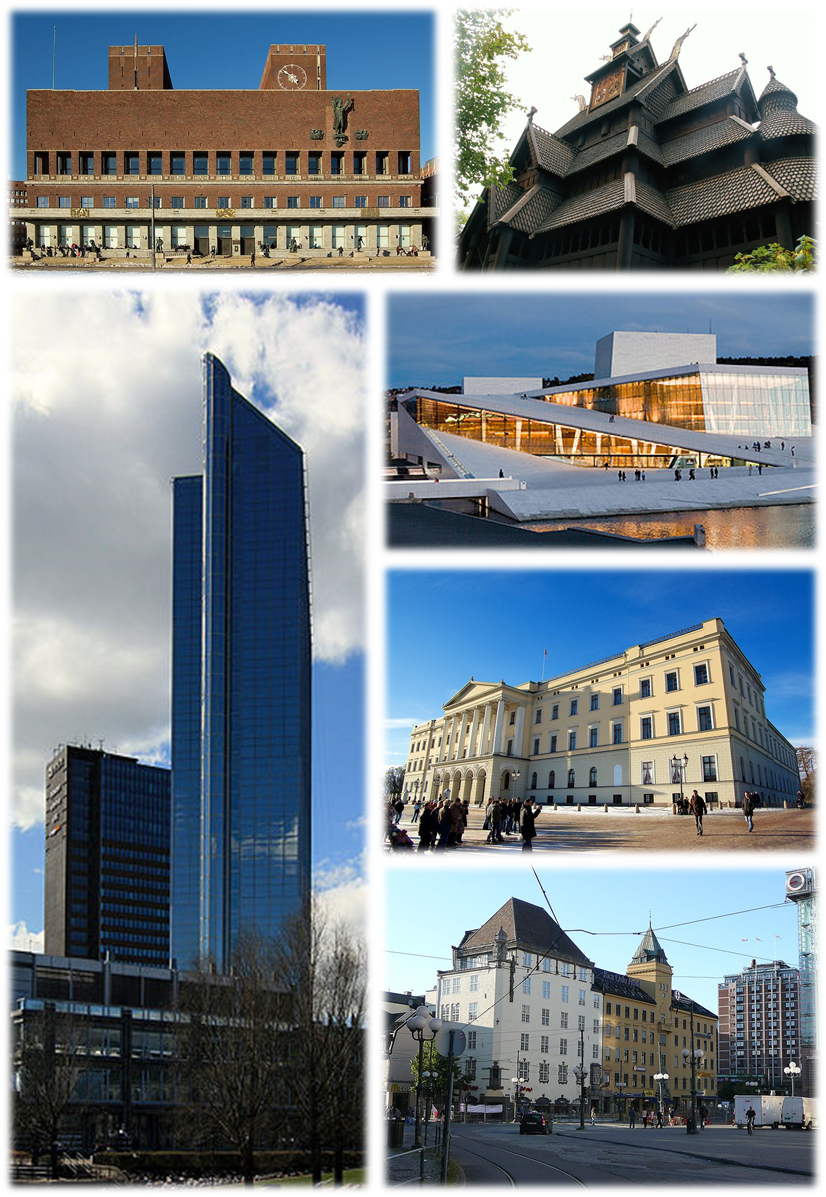
Quelques vues de la ville d'Oslo

En Norvège, une centaine de localités possèdent officiellement le titre de villes (en norvégien : by, au pluriel byer).
Le titre de ville n'est pas équivalent à celui de commune (kommune) : la commune norvégienne est une subdivision administrative possédant un gouvernement local élu qui peut s'étendre sur plusieurs localités. Certaines communes ont également le titre de ville, d'autres possèdent une localité le portant, d'autres encore n'en ont aucun. Ainsi, pour Molde, il faut distinguer la ville de Molde et la commune à laquelle il faut ajouter en plus de la ville diverses localités. Hønefoss est une ville mais non une commune, elle tient lieu de centre administratif de la commune de Ringerike.

## Origine
À l'origine, les villes de Norvège sont classées en villes de marché (kjøpstad) ou petit port de pêche (ladested, chacune avec des droits particuliers. Les droits de commerce des villes sont abolis en 1857 et la classification est remplacée en 1952 par le simple qualificatif by. En 1946, les communes (classées en communes urbaines, bykommuner et communes rurales, herredskommuner, cette distinction perdurant jusqu'en 1992) reçoivent un numéro à quatre chiffres ; le troisième chiffre de celui des communes urbaines possède est un zéro.
Au début des années 1960, de nombreuses communes (kommune) sont fusionnées. Par exemple, la commune urbaine de Brevik fusionne avec la commune urbaine de Porsgrunn et la commune rurale d'Eidanger : la commune résultante de Porsgrunn conserve son numéro et Brevik n'est alors plus considérée comme une ville ou une commune urbaine. En revanche, lors de la fusion de la commune urbaine de Hønefoss avec les communes rurales de Hole, Norderhov, Tyristrand et Ådal, la commune résultante de Ringerike conserve l'ancien numéro de Hønefoss. Le même processus est appliqué à Egersund and Florø.
Avant 1996, le statut de ville est attribué par le ministère au gouvernement local et au développement régional. Actuellement, il est décidé par le conseil de chaque commune et formellement accepté par l'État. Depuis 1997, une commune doit avoir au minimum 5 000 habitants pour déclarer comme ville l'une de ses localités. Le nombre de villes a nettement augmenté depuis 1996 ; certaines villes ayant perdu leur titre dans les années 1960 l'ont par ailleurs repris à cette époque.

## Liste

### Villes actuelles
Le tableau suivant liste les villes de Norvège existant en 2010. La population indiquée est celle de la commune entière, incluant les éventuels autres villages, pas seulement de la localité portant le titre de ville.
| Ville        | Commune      | Comté             | Date                       | Population         |
| ------------ | ------------ | ----------------- | -------------------------- | ------------------ |
| Åkrehamn     | Karmøy       | Rogaland          | 2002                       | +038 926, à Karmøy |
| Ålesund      | Ålesund      | Møre og Romsdal   | 1848                       | +041 833,          |
| Alta         | Alta         | Finnmark          | 1999                       | +018 272,          |
| Åndalsnes    | Rauma        | Møre og Romsdal   | 1996                       | +007 379,          |
| Arendal      | Arendal      | Aust-Agder        | 1723                       | +040 701,          |
| Askim        | Askim        | Østfold           | 1996                       | +014 472,          |
| Bergen       | Bergen       | Hordaland         | 1070                       | +252 051,          |
| Bodø         | Bodø         | Nordland          | 1816                       | +046 049,          |
| Brekstad     | Ørland       | Sør-Trøndelag     | 2005                       | +005 025,          |
| Brevik       | Porsgrunn    | Telemark          | 1845-1963, regagné ensuite | +034 186,          |
| Brønnøysund  | Brønnøy      | Nordland          | 1923-1963, 2000            | +007 535,          |
| Bryne        | Time         | Rogaland          | 2001                       | +015 459,          |
| Drammen      | Drammen      | Comté de Buskerud | 1811                       | +060 145,          |
| Drøbak       | Frogn        | Akershus          | 1842-1961, 2006            | +014 245,          |
| Egersund     | Eigersund    | Rogaland          | 1798                       | +013 778,          |
| Elverum      | Elverum      | Hedmark           | 1996                       | +019 465,          |
| Fagernes     | Nord-Aurdal  | Oppland           | 2007                       | +006 436,          |
| Farsund      | Farsund      | Vest-Agder        | 1795                       | +009 392,          |
| Fauske       | Fauske       | Nordland          | 1998                       | +009 480,          |
| Finnsnes     | Lenvik       | Troms             | 2000                       | +011 160,          |
| Flekkefjord  | Flekkefjord  | Vest-Agder        | 1842                       | +008 910,          |
| Florø        | Flora        | Sogn og Fjordane  | 1860                       | +011 408,          |
| Førde        | Førde        | Sogn og Fjordane  | 1997                       | +011 650,          |
| Fosnavåg     | Herøy        | Møre og Romsdal   | 2000                       | +008 353,          |
| Fredrikstad  | Fredrikstad  | Østfold           | 1567                       | +071 976,          |
| Gjøvik       | Gjøvik       | Oppland           | 1861                       | +028 301,          |
| Grimstad     | Grimstad     | Aust-Agder        | 1816                       | +019 809,          |
| Halden       | Halden       | Østfold           | 1665                       | +028 092,          |
| Hamar        | Hamar        | Hedmark           | 1848                       | +027 976,          |
| Hammerfest   | Hammerfest   | Finnmark          | 1789                       | +009 407,          |
| Harstad      | Harstad      | Troms             | 1904                       | +023 108,          |
| Haugesund    | Haugesund    | Rogaland          | 1854                       | +032 956,          |
| Hokksund     | Øvre Eiker   | Buskerud          | 2002                       | +016 132,          |
| Holmestrand  | Holmestrand  | Vestfold          | 1752                       | +009 860,          |
| Hønefoss     | Ringerike    | Buskerud          | 1852                       | +028 523,          |
| Honningsvåg  | Nordkapp     | Finnmark          | 1996                       | +003 219,          |
| Horten       | Horten       | Vestfold          | 1858                       | +025 098,          |
| Jørpeland    | Strand       | Rogaland          | 1998                       | +010 894,          |
| Kirkenes     | Sør-Varanger | Finnmark          | 1998                       | +009 518,          |
| Kolvereid    | Nærøy        | Nord-Trøndelag    | 2002                       | +005 015,          |
| Kongsberg    | Kongsberg    | Buskerud          | 1624                       | +023 997,          |
| Kongsvinger  | Kongsvinger  | Hedmark           | 1854                       | +017 361,          |
| Kopervik     | Karmøy       | Rogaland          | 1866-1964, 1996            | +038 926, à Karmøy |
| Kragerø      | Kragerø      | Telemark          | 1666-1959, regagné ensuite | +010 614,          |
| Kristiansand | Kristiansand | Vest-Agder        | 1641                       | +078 919,          |
| Kristiansund | Kristiansund | Møre og Romsdal   | 1742                       | +022 661,          |
| Langesund    | Bamble       | Telemark          | 1765-1963, 1997            | +014 109,          |
| Larvik       | Larvik       | Vestfold          | 1671                       | +041 723,          |
| Leirvik      | Stord        | Hordaland         | 1997                       | +017 092,          |
| Leknes       | Vestvågøy    | Nordland          | 2002                       | +010 710,          |
| Levanger     | Levanger     | Nord-Trøndelag    | 1836-1961, regagné ensuite | +018 355,          |
| Lillehammer  | Lillehammer  | Oppland           | 1842                       | +025 776,          |
| Lillesand    | Lillesand    | Aust-Agder        | 1830-1961, regagné ensuite | +009 238,          |
| Lillestrøm   | Skedsmo      | Akershus          | 1997                       | +046 146,          |
| Lyngdal      | Lyngdal      | Vest-Agder        | 2001                       | +007 533,          |
| Måløy        | Vågsøy       | Sogn og Fjordane  | 2004                       | +005 998,          |
| Mandal       | Mandal       | Vest-Agder        | 1921                       | +014 400,          |
| Mo i Rana    | Rana         | Nordland          | 1923-1963, regagné ensuite | +025 092,          |
| Molde        | Molde        | Møre og Romsdal   | 1742                       | +024 294,          |
| Mosjøen      | Vefsn        | Nordland          | 1875-1961, regagné ensuite | +013 424,          |
| Moss         | Moss         | Østfold           | 1720                       | +029 073,          |
| Mysen        | Eidsberg     | Østfold           | 1996                       | +010 509,          |
| Namsos       | Namsos       | Nord-Trøndelag    | 1845                       | +012 607,          |
| Narvik       | Narvik       | Nordland          | 1902                       | +018 384,          |
| Notodden     | Notodden     | Telemark          | 1913                       | +012 232,          |
| Odda         | Odda         | Hordaland         | 2004                       | +007 107,          |
| Oslo         | Oslo         | Oslo              | 1000                       | +560 484,          |
| Otta         | Sel          | Oppland           | 2000                       | +006 005,          |
| Porsgrunn    | Porsgrunn    | Telemark          | 1842                       | +034 186,          |
| Risør        | Risør        | Aust-Agder        | 1630                       | +006 888,          |
| Rjukan       | Tinn         | Telemark          | 1996                       | +006 066,          |
| Sandefjord   | Sandefjord   | Vestfold          | 1845                       | +042 333,          |
| Sandnes      | Sandnes      | Rogaland          | 1860                       | +062 037,          |
| Sandnessjøen | Alstahaug    | Nordland          | 1999                       | +007 207,          |
| Sandvika     | Bærum        | Akershus          | 2003                       | +108 144,          |
| Sarpsborg    | Sarpsborg    | Østfold           | 1839                       | +051 053,          |
| Sauda        | Sauda        | Rogaland          | 1999                       | +004 734,          |
| Ski          | Ski          | Akershus          | 2004                       | +027 479,          |
| Skien        | Skien        | Telemark          | 1000                       | +050 864,          |
| Skudeneshavn | Karmøy       | Rogaland          | 1857-1964, regagné ensuite | +038 926, à Karmøy |
| Sortland     | Sortland     | Nordland          | 1997                       | +009 678,          |
| Stathelle    | Bamble       | Telemark          | 1774-1963, 1997            | +014 109,          |
| Stavanger    | Stavanger    | Rogaland          | 1125                       | +119 586,          |
| Stavern      | Larvik       | Vestfold          | 1946-1988, 1999            | +041 723,          |
| Steinkjer    | Steinkjer    | Nord-Trøndelag    | 1857                       | +020 672,          |
| Tønsberg     | Tønsberg     | Vestfold          | 871                        | +038 393,          |
| Tromsø       | Tromsø       | Troms             | 1794                       | +065 286,          |
| Trondheim    | Trondheim    | Sør-Trøndelag     | 997                        | +165 191,          |
| Ulsteinvik   | Ulstein      | Møre og Romsdal   | 2000                       | +006 946,          |
| Vadsø        | Vadsø        | Finnmark          | 1833                       | +006 062,          |
| Vardø        | Vardø        | Finnmark          | 1789                       | +002 190,          |
| Verdalsøra   | Verdal       | Nord-Trøndelag    | 1998                       | +014 094,          |

### Anciennes villes
| Ville        | Commune | Comté         | Date                  |
| ------------ | ------- | ------------- | --------------------- |
| Holmsbu      | Hurum   | Buskerud      | 1847-1964             |
| Hvitsten     | Vestby  | Akershus      | 1837-1964             |
| Hølen        | Vestby  | Akershus      | 1837-1943             |
| Røros        | Røros   | Sør-Trøndelag | 1683-?                |
| Setermoen    | Bardu   | Troms         | 1999 (rejeté ensuite) |
| Sogndal      | Sokndal | Rogaland      | 1798-1944             |
| Son          | Vestby  | Akershus      | 1604-1963             |
| Åsgårdstrand | Horten  | Vestfold      | 1650-1964             |